# Lucien Lazaridès
Lucien Lazaridès   (El Pireu, 30 de desembre de 1922 - Canes, 19 de juliol de 2005) va ser un ciclista francès d'origen grec. Es va nacionalitzar francès el 1929. Fou professional entre 1947 i 1956. En el seu palmarès destaquen dues etapes del Tour de França, el 1954 i 1955, així com la general del Critèrium del Dauphiné Libéré de 1949. El 1951 fou tercer de la classificació general del Tour.
Era conegut pel sobrenom de l'enfant grec. Era germà del també ciclista Apo Lazaridès, professional de 1946 a 1955.

## Palmarès
- 1947
  - 1r a La Turbie
- 1948
  - 1r a La Turbie
- 1949
  - 1r de la Niça-Mont Agel
  - 1r del Circuit de les 6 Províncies
  - 1r del Critèrium del Dauphiné Libéré i vencedor d'una etapa
- 1951
  - Vencedor d'una etapa del Critèrium del Dauphiné Libéré
- 1954
  - Vencedor d'una etapa al Tour de França
- 1955
  - Vencedor d'una etapa al Tour de França

### Resultats al Tour de França
- 1949. 32è de la classificació general
- 1951. 3r de la classificació general
- 1952. 43è de la classificació general
- 1953. 21è de la classificació general
- 1954. 24è de la classificació general i vencedor d'una etapa
- 1955. 58è de la classificació general i vencedor d'una etapa

### Resultats al Giro d'Itàlia
- 1950. Abandona
- 1955. 45è de la classificació general